# Ctenichneumon apakensis
Ctenichneumon apakensis är en stekelart som beskrevs av Tohru Uchida 1940. Ctenichneumon apakensis ingår i släktet Ctenichneumon och familjen brokparasitsteklar. Inga underarter finns listade i Catalogue of Life.